# Burg Levnov
Levnov, auch Ketkovský hrad, Ketkovický hrad, Ketkovák (deutsch Löwenau, Lewnow) ist die Ruine einer Höhenburg in Tschechien. Sie liegt drei Kilometer südwestlich von Ketkovice im Okres Brno-venkov.

## Geographie
Die Reste der Burg befinden sich im Südwesten der Bobravská vrchovina auf einer Landzunge linksseitig über der Mündung der Chvojnice in die Oslava. Rechtsseitig über der Chvojnice liegen gegenüber die Reste der Burg Kraví Hora. Gegen Süden fällt eine Felswand 120 m in das Tal der Oslava ab. Am Fuße der Burg Levnov liegt im Tal der Oslava die Mühle Ketkovský Mlýn. Im Osten befindet sich gegenüber der Ruine die Čertův jazyk (Teufelszunge), der größte Mäander der Oslava.
Umliegende Ortschaften sind Ketkovice, Čučice, Senorady, Mohelno und Kuroslepy.

## Geschichte
Die Entstehungszeit der Burg ist nicht bekannt. Wahrscheinlich wurde sie in der Mitte des 13. Jahrhunderts durch den Templerorden angelegt. Im Jahre 1346 besaßen die Herren von Leipa die umliegenden Gebiete. Die erste schriftliche Erwähnung der Burg Levnov erfolgte 1358 als Besitz des Lev von Levnov. Er gilt als der Hauptbauherr der Anlage, die er als Sitz der Herren von Löwenau (z Levnova) zu einer der mächtigsten Burgen Mährens ausbaute. Nachfolgende Besitzer waren ab 1378 Ulrich von Löwenau (Oldřich z Levnova) sowie dessen Kinder Eliška, Anežka und Oldřich. Eliška von Levnov war seit 1365 mit Jimram Kralický von Kralice verheiratet. Es wird angenommen, dass zur Burgherrschaft die zuvor den Templern untertänigen umliegenden Dörfer Čučice, Ketkovice, Sudice und Rapotice gehörten. Zum Ende des 14. Jahrhunderts erlosch das Geschlecht von Levnov und die Burg fiel an die Herren von Leipa. Während des mährischen Bruderkrieges zwischen Jobst und Prokop von Mähren erwarben verschiedene Kuttenberger Patrizierfamilien die Burg. Die Pirkner von Pirknštejn verkauften Levnov schließlich wieder an die Herren von Leipa.
Nach Ende der Hussitenkriege zogen marodierende Söldner Albrechts V. plündernd durch die Gegend. Dabei nistete sich die Räuberbande von Burghart Kienberger auf Levnov ein und forderte den nach dem Tode Albrechts rückständigen Sold. Sowohl auf Kienbergers als auch Bertold von Leipas Antrag hin wurde der Mährische Landtag nach Velké Meziříčí zur Entscheidung einberufen. Danach sollten die besetzten Burgen Levnov, Kraví hora, Lamberk, Sedlecký hrad, Holoubek und Kufštejn sowie die Stadt Pohořelice von den rechtmäßigen Besitzern ausgelöst und danach von der Landwehr der mährischen Stände geschleift werden. Nachdem Levnov von Bertold von Leipa eingelöst worden war, zog die Kienbergersche Söldnerbande – wahrscheinlich unter Zusicherung freien Geleits – nach Österreich ab. Anschließend begann die von der Znaimer Bürgerschaft gestellte Landwehr mit der Schleifung von Levnov, die im November 1442 vollendet war. Die Städte Brno, Ivančice, Znojmo, Třebíč und Jihlava hatten Bertold von Leipa für die Schleifung zu entschädigen.
Im Laufe der Zeit geriet der Name der Burg zunehmend in Vergessenheit. Zumeist wurden ihre Reste als Ketkovský hrad bzw. Ketkovický hrad bezeichnet. Seit dem 19. Jahrhundert hielten Burgenforscher die Burgruine über dem Stanislauskirchlein bei Osiky für Levnov. Im Jahre 1971 fand Vladimír Voldán bei seinen Forschungen zur Feste Kralice nad Oslavou auf der Josephinischen Katastralkarte und weiteren Kartenwerken an der Stelle der Burg Ketkovský hrad die Bezeichnung Burg Lownow. Bei weiteren Untersuchungen stellte er fest, dass die dem Müller Vydra in der Ketkovský Mlýn gehörigen Parzellen die Flurnamen Levnovská louka, Levnovský les, Levnovské pole und Na Levnovci trugen. Damit wurde die Annahme widerlegt, dass die Burg Levnov bei Osiki gestanden habe. Möglicherweise handelt es sich bei der dortigen Ruine um die bisher nicht lokalisierbare Burg Zuzinov.

## Anlage
Die Burg war nur von Nordosten von der Hochfläche bei Ketkovice über eine Landzunge erreichbar. Von hier erfolgte der Zugang über einen Graben und ein betürmtes Tor zur Vorburg. Die tiefen Täler der Chvojnice und der Oslava mit ihren Felswänden boten zu den anderen Seiten einen weitreichenden Schutz. Der zweigeteilte Palas hatte einen länglichen Grundriss und bestand aus 2,5 m starken Mauern. Er befand sich im westlichen Teil der Anlage.
Erhalten ist von der Burg nur noch eine wuchtige Befestigungsmauer und verstärkte Wallanlagen.